# 泰巴氨酯
泰巴氨酯（INN：Tybamate）是一种氨基甲酸酯家族的抗焦虑药。它是甲丙氨酯的前体药物，与更广为人知的药物卡立普多相同。它具有与苯巴比妥相似但更弱的肝酶诱导作用。
作为商品名Tybatran（惠氏），它以前有125、250和350毫克的胶囊，每天服用3或4次，每日总剂量为750毫克至2克。药物的血浆半衰期为三小时。高剂量与吩噻嗪合用时，会引起抽搐。